# Здравеопазване в България
Здравеопазването в България е смесено – държавно и частно, като системата на държавното здравеопазване и отчасти частното функционира чрез месечни „осигурителни вноски“, които имат смисъла да заплащат услугите в здравната сфера.
Към декември 2012 по данни на НСИ здравно неосигурените лица в България са 1,6 млн. души или 22% от населението на България (в сравнение със САЩ където това са 16%) .

## История
Множество български лекари практикуват в страната или в чужбина преди Освобождението, но организирано здравеопазването в България се създава едва след него . Подхождане към организиране на основите на българско здравеопазване се забелязват малко преди самото Освобождение, през 1871 като задълъжение за създаване на болници е вписано в учередителния устав на Екзархийския съвет към Българската екзархия, както и като дейност на местните епархийски съвети . След Освободителната война в областите и окръзите са назначени лекари на заплата, с цел да се неутрализират последиците от войната и за превенция на епидемии, организират се хигиенни дейности по изчистване в градовете (градската и обща хигиена преди Освобождението е на много ниско ниво), а веднага след това са положени основите на създаването на медицински, болнични и аптечни устави, организиращи назначаването на лекари, аптекари и създаването на болници . През 1879 се одобряват първите нормативни и законодателни документи по въпросите на медицинско управление, съдържащи устав за лечебните заведения, правила за устройството на аптеките, санитарна организация и т.н., с тях се създават и новите национални здравни и медицински институти. Създаден е Висш медицински съвет . Приети са Граждански медицински закони, а медицинската администрация е част от Министерство на вътрешните работи . След 1883 въпросите на здравеопазването преминават изцяло под грижите на Вътрешния министър, а през 1888 е създадена Главна дирекция на народното здраве . Първото аптекарско дружество в България е основано през 1884 г. в град Русе. 
Първият здравноосигурителен закон в България („Закон за работническите осигуровки относно рисковете болест и злополука“) е приет през 1918, а през 1924 Народното събрание приема „Закон за обществените осигуровки“ за задължително осигуряване на всички работници и служещи в държавни и частни предприятия и организации за рисковете злополука, болест, майчинство, инвалидност и старост. Според този закон медицинската помощ се оказва чрез Фонд за обществени осигуровки, в който 2/3 от приходите се набират от работодателите и държавата, а 1/3 – от работещите, като от средствата на този фонд са се отпускали и заеми за строеж на здравни и социални заведения. Осигурените граждани са имали право на свободен избор на лекар.
През 1945 се приема „Закон за Фонда „Здравна застраховка на служителите, пенсионерите и членовете на семействата им“, с който биват здравноосигурени повече граждани. Но след като през 1948 – 1949 се одържавяват частните болници, клиники, зъболекарски дружества и аптеки, през 1950 финансирането на здравеопазването се заменя с изцяло държавна здравна и здравноосигурителна система, която се финансира от общи данъчни приходи.
Днешната здравноосигурителна система има за начало Закона за здравното осигуряване приет през 1998, резултат от т.нар. здравна реформа. Като цяло се приема, че тази здравна реформа не е завършила.

## Система
Българската здравна система претърпява много промени след 1990 г. Дотогава съществува здравеопазване от тип „Семашко“, при което здравните услуги са безплатни, заведенията са държавни и финансирането е изцяло бюджетно.
В средата на 1990-те години започват реформи, целящи облекчаване на държавните разходи чрез децентрализация и въвеждане на осигурителна система. Така през 1999 г. се създава Националната здравноосигурителна каса, която работи с 88 частни и 312 държавни и общински здравни заведения чрез 28 регионални каси. Постъпленията на НЗОК се генерират най-вече от работещите в частния сектор, а касата сключва договори със здравни заведения и по този начин заплаща извършените от тях услуги. Допълнителни приходи в НЗОК идват от държавния и местния бюджет, а местната администрация финансира всички здравни заведения на своя територия, които нямат договор с НЗОК. Частните лечебни заведения без договор могат да предоставят здравни услуги срещу заплащане.
По закон гражданите получават здравни услуги срещу платени осигуровки; на практика обаче близо 50% от здравните услуги се плащат директно от пациентите. Това се дължи на хроничните недостатъци при финансирането на болници и услуги от страна на НЗОК, главно заради несъобразени клинични пътеки и злоупотреби в системата. Повечето болници работят на загуба. Така от 33 европейски държави (вкл. 27-те в ЕС), България се нарежда на предпоследно място по качество на здравните услуги.

## Нормативна уредба
Главният нормативен документ, с който се урежда функционирането на националната здравноосигурителна система, е Законът за здравното осигуряване. Той дефинира, че „здравното осигуряване е дейност по набирането на здравноосигурителни вноски и премии, управлението на набраните средства и тяхното разходване за заплащане на здравни дейности, услуги и стоки, предвидени в този закон, в националните рамкови договори (НРД) и в застрахователните договори.“

## Оценка
Според Световната здравна организация (СЗО) за 1997 година България се нарежда на 92-ро място по резултати на лечението и на 102-ро място, когато се включат фактори като ефективност на разходите и качество на образованието. България е на предпоследното 33-то място в Европейския съюз според Индекса на европейския здравен потребител за 2012, измерващ качеството на здравеопазването в ЕС и в още няколко държави извън него . Индексът е годишна класация, която анализира здравните системи в отделните страни на ЕС, като отчита пациентски права и информация, електронно здравеопазване, време на чакане за лечение, резултати, обхват и достъп на осигурените до услуги и лекарства .
Към 2003 г. в България има 28 128 лекари (без зъболекари) или към 3,56 лекари на 1000 души. Раждаемостта в страната непрекъснато спада и е най-ниската в Европа с 8,6 на хиляда през 2001 г. (14,5 през 1980 г.).
Към 31.12.20 има 29 717 лекари или 4,57 лекари нa 1000 души.
Продължителността на живота в началото на 70-те години на 20 век е сравнително висока и се равнява на средната за Европейския съюз. Тенденцията към бавно влошаване се засилва в началото на 90-те г., когато продължителността на живота намалява 1,5 пъти. Въпреки че голяма част от този спад е преодолян през 1999 г., числата остават по-ниски от тези през 70-те г. и под средните за Европейския съюз и другите държави-кандидатки от Източна Европа. Чести причини за смъртността в последните години са сърдечно-съдовите заболявания,раковите заболявания.  